# Sally Gall
Sally Gall (nascida em 1956) é uma fotógrafa americana.
O seu trabalho encontra-se incluído nas colecções do Whitney Museum of American Art, do RISD Museum, da Tufts University Art Galleries, do Museu de Belas-Artes de Houston, do Museu do Brooklyn, e do Museu de Arte Bates.